# Герберт Акстер
Герберт Акстер (нім. Herbert Axster) (3 листопада 1899 — 25 травня 1991) — німецький юрист, пов'язаний з операцією «Скріпка». Акстер працював начальником штабу німецької програми керованих ракет.

## Воєнна та післявоєнна діяльність
Під час Другої світової війни Акстер служив начальником штабу Вальтера Дорнбергера, командувача Дослідницького центру армії Пенемюнде. Тут Axster допомагав у розробці німецької ракетної програми V-2. Після капітуляції нацистської Німеччини, Акстер був відправлений до Сполучених Штатів у листопаді 1945 року. У січні 1947 року він почав працювати в уряді США у Форт-Блісс, Техас.

## Розслідування OMGUS
Після його вербування в операцію «Скріпка» Акстер був досліджений Управлінням військового уряду Сполучених Штатів (OMGUS) як можлива загроза для Сполучених Штатів. Звіт OMGUS 1948 року про Акстер включав інтерв’ю з особами, які були знайомі з Акстером під час війни. Інтерв'ю описували чоловіка-садиста, який, як кажуть, використовував рабську працю у своєму приватному маєтку. Крім того, у звіті була згадка про дружину Акстера, яка була відкритою прихильницею нацистської партії. Однак звіт завершився зміною початкової позиції OMGUS щодо Акстера, заявивши, що «Акстер не був військовим злочинцем і не був затятим нацистом. Досьє Герберта Акстера як особи достатньо чітке, і тому вважається, що він становить не більшу загрозу безпеці, ніж інші німці, які прибули до США з повними чіткими даними». Акстеру дозволили продовжити роботу в уряді США.